# Иван Райков
Иван Велчев Райков (Владо Севлиевски) е български партизанин и политик от БКП. С работата си като заместник-вътрешен министър през 1949 – 1950 година играе активна роля политическите насилия и извършваните от министерството противозаконни дейности.. Полковник о.з., заслужил деятел на Отечествения фронт.

## Биография

### Произход, образование и ранни години
Иван Райков е роден на 22 април 1912 година в колиби Мазълите, днес село Живко, Габровско, в бедно селско семейство. От 1929 година е член на БКМС, а от 1931 и на БРП (к.). През 1931 година завършва педагогическо училище в Севлиево. През 1933 година е осъден на 5-годишен затвор по ЗЗД. От 1937 до 1938 г. е секретар на Окръжния комитет на БКМС. Между 1940 – 1941 е секретар и на Районния комитет на БРП (к.) за Габрово и за Севлиево от 1941 до 1943 година.
Участва в Съпротивителното движение по време на Втората световна война. От ноември 1943 до април 1944 г. е командир на Габровско-Севлиевския отряд. През април 1944 г. става началник-щаб и заместник-командир на Осма Горнооряховска въстаническа оперативна зона на НОВА.

### Професионална кариера
След 9 септември 1944 година е секретар на Областния комитет на БРП (к.) за Плевен и остава на този пост до 1948 година. Между 1949 – 1950 година е заместник-министър на вътрешните работи, а между 1951 – 1954 година – секретар на Градския и на Окръжния комитет на БКП за София. От 19 февруари 1951 до 25 януари 1954 година е секретар на ЦК на БКП. През 1957 година завършва Висшата партийна школа в Москва. В периода 1958 – 1962 г. е секретар на Националния съвет на ОФ, а между 27 февруари 1945 и 14 октомври 1957 г. е член на ЦК на БКП. След наложено му наказание от 14 октомври 1957 година е снижен в кандидат-член на Централния комитет на БКП. Остава такъв до 5 ноември 1962 година.

## Творчество
Автор е на мемоарната книга „Обречени на безсмъртие“, С., Печатница „Вета“, 1997 г.